# Roldán Rodríguez Iglesias
Roldán Rodríguez Iglesias (nascut el 9 de novembre de 1984 a Valladolid) és un pilot d'automobilisme espanyol. Ha passat per diferents categories inferiors de l'automobilisme des de 1999 entre elles, l'avantsala de la F1, la GP2 Series. També ha estat pilot provador de Minardi en 2005 i de Force India en 2007. En 2016 va competir a l'International GT Open.